# Images innées
Images innées est un éditeur de bande dessinée indépendant créé en tant qu'association culturelle en 1994 à Aubusson (Creuse).
Sa ligne éditoriale s'articule à la fois autour de la réédition du patrimoine de la bande dessinée et de la mise en lumière d'auteurs contemporains. Chaque album est lancé avec un tirage de tête numéroté à cent exemplaires, accompagné pour certains d'un ex-libris de l'auteur.

## Publications
- "Capitaine Corcoran[1]"  d'Alfred Assollant, dessiné par Fernando Fusco  (ISBN 978-2-9535314-1-1) ;
- "Tarzan" en deux volumes, dessiné par Fernando Fusco (avec l'autorisation de la Edgar Rice Burroughs inc., couverture de Patrick Dumas pour le volume 1  (ISBN 978-2-9535314-0-4) et Yves Rodier pour le volume 2  (ISBN 978-2-9535314-2-8)) ;
- "BatTin & RoLou" par Audy  (ISBN 978-2-9535314-3-5) ;
- "Les Potes et Moi" par Antoine Kirsch
- "Phantom Volume 1 à 4" par Jean-Yves Mitton, pour le centenaire du décès de Lee Falk
- "Salt Volume 1" dessin par Jean Pleyers et scénario par Couturiau
- "Mick et Mack Volume 1" par Pierre LACROIX en hommage à ce grand dessinateur de Bibi Fricotin pour son centenaire en 2012.
- "Badminton" par Marc Hardy
- "Sigi à Bagdad" par Guy Bara
- "Lily la Rouge" par Eric Godeau

IMAGES INNEES a aussi édité des cartes postales d'auteurs de bande dessinée illustrant un lieu de la ville d'Aubusson. Ont participé à ce projet : Patrick Dumas, Michel Pierret, Olivier Marin, Stéphan Agosto, Nicolas Sterin, Patrick Sobral, Thierry Olivier, Christophe Dépinay, Mircea Arapu, Olivier Bauza, Efix, Éric Godeau, Audy, Boulet.
IMAGES INNEES est aussi éditeur d'une revue patrimoniale "Entre les Epines", consacrée à l'histoire d'Aubusson (Creuse)  (voir https://www.calameo.com/books/004243760e224e71c5149)